# Mičevec
Mičevec – wieś w Chorwacji, w żupanii zagrzebskiej, w mieście Velika Gorica. W 2011 roku liczyła 1286 mieszkańców.

## Ludność
| Ogółem | Kobiety | Mężczyźni |
| ------ | ------- | --------- |
| 1286   | 633     | 623       |